# Anthophrys spectabilis
Anthophrys spectabilis är en fjärilsart som beskrevs av Diakonoff 1960. Anthophrys spectabilis ingår i släktet Anthophrys och familjen vecklare. Inga underarter finns listade i Catalogue of Life.